# 在世界与我之间
《在世界与我之间》（Between the World and Me）是美国作家塔-奈西希·科特斯（Ta-Nehisi Coates）在2015年出版的一本书。荣获2015年度美国国家图书奖非虚构类大奖。这本书以作者给儿子的信的形式写成，讨论针对黑人的暴力。